# B.I
Dans ce nom coréen, le nom de famille, Kim, précède le nom personnel.
Pour les articles homonymes, voir BI et Kim.
Kim Han-bin (coréen : 김한빈), mieux connu sous son nom de scène B.I (coréen : 비아이), est un auteur-compositeur, rappeur, chanteur et danseur sud-coréen né le 22 octobre 1996 à Cheonan.
Jusqu'à son départ du groupe en 2019, il était le leader, réalisateur artistique et principal auteur-compositeur du boys band sud-coréen iKon de la maison de disques YG Entertainment. Depuis 2014, il a également écrit et composé pour d'autres artistes, dont Winner, Epik High, Psy, Lee Hi et Heize.
B.I débute officiellement sa carrière individuelle en juin 2021 avec l'album Waterfall.  Il a sorti par la suite deux autres albums, To Die For (2023) et Wonderland (2025), ainsi que plusieurs mini-albums, dont les deux opus du projet Love or Loved (2022 et 2023). Ce dernier incluait également le single BTBT (mai 2022), particulièrement bien accueilli par le public et la critique internationale. 
B.I produit depuis 2021 sous un label qu'il a fondé, 131.

## Biographie

### 1996–2011: Enfance
B.I est né le 22 octobre 1996 à Cheonan, en Corée du Sud,. De trois à sept ans environ, il vit aux États-Unis avec sa famille. Ses parents, qui tiennent alors un magasin de vêtements, se prennent d'intérêt pour la musique hip-hop, que B.I découvre par leur intermédiaire,. Dans une interview de 2022, il décrit les titres hip-hop qu'ils diffusaient dans leur boutique comme son plus ancien souvenir de musique. Citant Shake Ya Tailfeather de Nelly, P. Diddy et Murphy Lee, Song Cry de Jay-Z ou encore Lose Yourself d'Eminem comme les chansons qui ont ensuite fait naître sa passion, B.I raconte qu'à la fin de l'école primaire il a répondu « rappeur » lorsqu'on lui a demandé quel métier il rêvait d'exercer,.
En 2009, à douze ans, B.I fait ses débuts musicaux avec un featuring sur le single Indian Boy du rappeur sud-coréen MC Mong (en). Il apparaît dans le clip vidéo de la chanson, se produit sur scène avec MC Mong et participe avec lui au talk-show musical télévisé You Hee-yeol's Sketchbook,.

### 2011–2015: Stagiaire chez YG Entertainment
B.I rejoint l'agence YG Entertainment en tant que stagiaire en janvier 2011. Il quitte définitivement l'école peu après, alors qu'il est encore au collège.
En 2013, il participe au programme de téléréalité WIN: Who Is Next de Mnet, dans lequel deux équipes de stagiaires s'opposent pour devenir le prochain boys band de YG Entertainment. B.I, alors âgé de 16 ans, est le leader de l'équipe B, constituée antérieurement à l'émission et comprenant par ailleurs Jay, Song, Bobby, DK et Ju-ne,.
L’émission est remportée par l'équipe A, qui prend le nom de Winner, tandis que la dissolution de l'équipe B est évoquée.
En mai 2014, YG Entertainment annonce que B.I et Bobby participeront à la troisième saison de la compétition de rap Show Me the Money. B.I, dont il sera révélé par la suite qu'il tournait en parallèle l'émission Mix & Match,, 
est éliminé au terme du 7e épisode. Le titre Be I, qu'il a écrit et co-composé avec Choice37 pour son dernier duel, rencontre un succès commercial alors inédit pour Show Me the Money, atteignant le top 10 de neuf classements en temps réel de plateformes de musique sud-coréennes et la 5e place au classement hebdomadaire Gaon Digital Chart (top 100), dans lequel il reste positionné pendant 10 semaines,.
En août 2014, Winner fait ses débuts avec l'album 2014 S/S. Le single Empty, co-écrit et co-composé par B.I, se place en première position du classement hebdomadaire Gaon Digital Chart lors de sa sortie. Il est en seconde position pour le mois d'août 2014 et en 15e position pour l'année 2014,.
Fin août 2014, YG Entertainment annonce que les membres de l'équipe B reviendront dans une autre compétition télévisée intitulée Mix & Match. L'émission formera finalement le groupe iKon, constitué des six membres de l'équipe B et de Chanwoo.
En octobre 2014, le groupe Epik High, dont YG Entertainment est alors le label, sort l'album Shoebox. B.I est l'un des featuring du single Born Hater, avec les rappeurs Beenzino, Verbal Jint, Mino de Winner et Bobby.
En sus d'avoir, comme tous les artistes invités, pris part à l'écriture des paroles, B.I a contribué à la composition du morceau. Dans le CD de commentaires qui accompagne l'album, les membres d'Epik High Tablo et DJ Tukutz expliquent qu'il a créé la mélodie du refrain.

### 2015–2019: Leader du groupe iKon
Le groupe iKon fait ses débuts le 15 septembre 2015 avec la chanson My Type (취향저격 en coréen). Ce single anticipé issu de l'album Welcome Back atteint la première place du classement hebdomadaire Gaon Digital Chart pour la semaine du 20 septembre 2015 et la deuxième place pour le mois de septembre 2015,. B.I a participé à l'écriture des paroles de tous les titres de Welcome Back, et co-composé la majorité d'entre eux, dont les singles My Type, Rhythm Ta, Airplane, Dumb & Dumber et What's Wrong?.
B.I est le réalisateur artistique des albums d'iKon, ce qui vaudra au groupe d'obtenir le prix de la réalisation artistique de l'année 2018 lors de la cérémonie des Gaon Chart Music Awards du 23 janvier 2019.
Il est aussi responsable de l'écriture et la composition des chansons du groupe, avec l'appui de beatmakers de YG Entertainment en charge de l'arrangement des morceaux et de l'autre rappeur du groupe, Bobby, qui écrit souvent les paroles de ses parties.

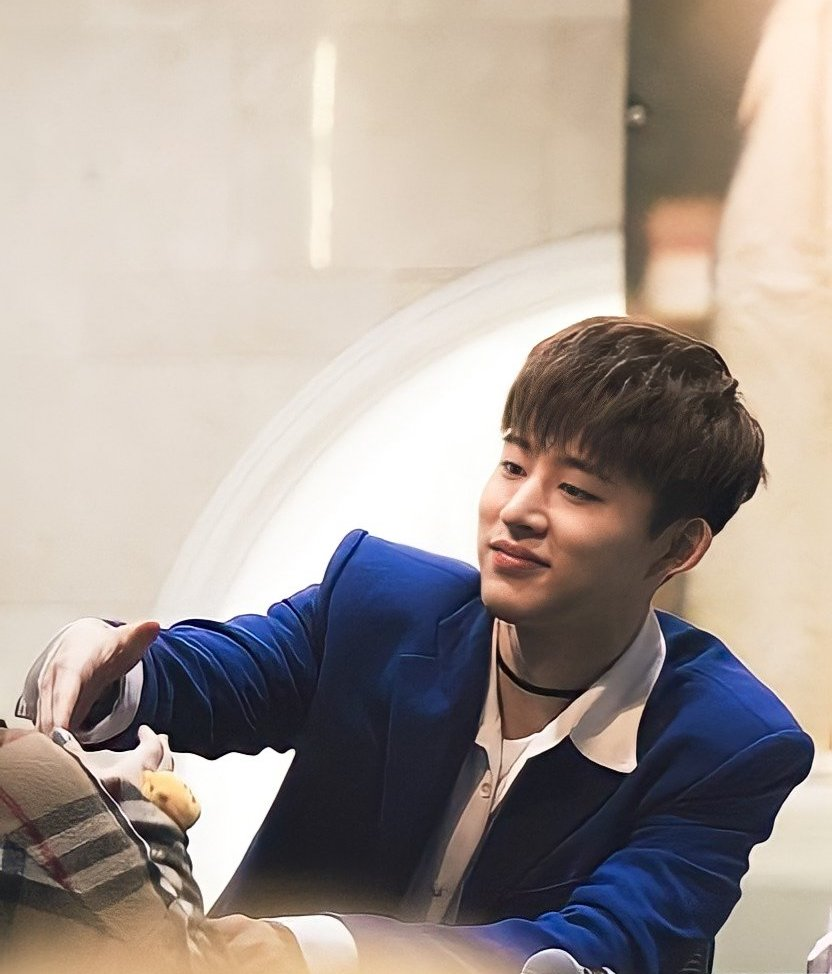
B.I lors d'une séance de dédicaces à Séoul en 2018.

En particulier, B.I est l'auteur et compositeur principal de tous les singles du groupe entre 2017 et 2019, dont Killing Me (죽겠다), Goodbye Road (이별길), I'm OK, ou encore Love Scenario (사랑을 했다). Ce dernier occupe la première place du classement Gaon Digital Chart pour l'année 2018 et remporte le prix de la chanson de l'année lors des cérémonies des Melon Music Awards, Golden Disc Awards et Seoul Music Awards. Il s'agit aussi de l'une des « cent plus grandes chansons pop sud-coréennes de tous les temps », selon la liste établie par le magazine américain Rolling Stone en 2023.
Le 1er décembre 2018, à 22 ans, B.I reçoit le prix de l'auteur-compositeur de l'année lors de la cérémonie des Melon Music Awards.
B.I ne sort pas d'album ou single en son nom pendant ses années avec iKon, seulement une chanson en duo avec Bobby, Anthem (2015), et une chanson individuelle, One and Only (2018), respectivement incluses dans les albums Welcome Back et Return d'iKon,. Il apparaît en featuring sur des chansons d'autres artistes de YG Entertainment : Bomb de Psy en 2017 (avec Bobby), Mollado de Seungri en 2018 et No One de Lee Hi en 2019. Il a pris part à l'écriture et/ou la composition de ces titres,,, ainsi que d'autres chansons, telles Whistle de Blackpink (2016), Last Scene et Autoreverse de Psy (2017),, ou encore 1,2 de Lee Hi (2019).
Plusieurs actions philanthropiques menées par l'artiste au cours de cette période ont été rendues publiques. En octobre 2018, une fondation sud-coréenne destinée à la prévention et à l'aide aux personnes atteintes de la maladie de Charcot révèle qu'il a réalisé plusieurs donations à titre privé depuis 2016, pour un total de 30 millions de wons. Il a également donné 10 millions de wons pour les victimes des incendies qui ont affecté la province de Gangwon en avril 2019 et, avec d'autres célébrités participant à l'émission Grand Buda-guest, fait don à un refuge canin de deux tonnes de nourriture pour chien d'une valeur d'environ 30 millions de wons en juin 2019.

#### Affaire d'achat et consommation de stupéfiants
Le 12 juin 2019, la presse coréenne publie des extraits de conversations par messagerie instantanée remontant à 2016, entre B.I et une vendeuse de drogue. Sur la base de ces discussions et du témoignage de la vendeuse, B.I, qui avait 19 ans au moment des faits, est accusé par les médias coréens d'avoir alors acheté du LSD et consommé du cannabis, deux produits stupéfiants illégaux en Corée du Sud. Il est également révélé que la police avait enquêté sur l'affaire en 2016, mais que B.I n'avait pas été poursuivi, pour des raisons présentées comme injustifiées,. En Corée du Sud, où l'usage de drogue est sévèrement puni par la loi et où l'opinion publique tend à stigmatiser durablement ceux qui y ont eu recours, un scandale éclate.
Le jour même, B.I publie un message sur Instagram, dans lequel il s'excuse pour ses « actions terriblement inappropriées » et explique avoir « voulu s'appuyer sur une chose à laquelle [il] n'aurai[t] jamais dû s'intéresser » parce qu'il traversait alors une période « difficile et douloureuse ». Il annonce sa décision de quitter iKon. Quelques heures plus tard, YG Entertainment confirme son départ du groupe et la rupture de son contrat exclusif avec le label. Les trois émissions télévisées dans lesquelles B.I aurait dû apparaître, Law of the Jungle, Grand Buda-guest et Stage K déclarent qu'elles vont retoucher ou supprimer toutes les parties où il était visible,,.
Le 27 juin 2019, YG Entertainment publie l'album G1 du rappeur Eun Ji-won (en), qui inclut deux titres co-écrits et co-composés par B.I, Worthless et Sexy, sans qu'il ne soit cité comme auteur dans les contenus promotionnels et sur les plateformes de musique.
En septembre 2019, les médias coréens rapportent que B.I aurait admis au cours d'un interrogatoire de police avoir enfreint la loi sur le contrôle des stupéfiants en 2016.
Le 6 février 2020, iKon sort l'album I Decide, dont B.I avait co-composé, écrit ou co-écrit et conduit la réalisation de quatre des cinq titres avant son départ, incluant le single Dive,. YG Entertainment s'en explique dans un communiqué, mais n'évite pas l'annonce du boycott de l'album par une partie des fans du groupe.

### 2020–2021: Nouveau départ

#### Midnight Blue (Love Streaming)
À compter de janvier 2020, B.I diffuse quelques démos de chansons sur la plateforme SoundCloud à destination de ses fans. En février 2020, alors que l'épidémie de Covid-19 se propage en Asie, ses fans révèlent qu'il a organisé la distribution de 100 000 masques, d'une valeur approximative de 200 millions de wons, par l'intermédiaire de leurs groupements en Corée du Sud, en Chine et dans plusieurs pays d'Asie de l'Est et du Sud-Est. Ses dons et visites régulières dans deux foyers pour enfants, l'un dans le district de Yangpyeong, l'autre à Séoul, sont également mentionnés par les médias en mars et août 2020,.
Fin février 2020, la police déclare à la presse que le dépistage auquel B.I. a été soumis au cours de l'enquête sur l'affaire de 2016 n'a pas révélé la présence de drogue dans son organisme.
Le 28 septembre 2020, il est nommé directeur exécutif de la société IOK. Quelques jours plus tard, le 7 octobre 2020, IOK publie un communiqué qui explique que cette décision vise à « donner une autre chance à un jeune et talentueux artiste », ajoutant que B.I avait rejeté plusieurs fois leur offre avant d'accepter. L'artiste monte son propre label, 131, affilié à IOK Music et dont le nom reproduit en chiffres les lettres « B » et « I »,.
En décembre 2020, B.I participe de manière inopinée à une distribution de briquettes de charbon par ses fans à Incheon. Le 21 décembre 2020, la société IOK annonce qu'il a donné pour 200 millions de wons de masques et produits de première nécessité à une organisation caritative.
Le 18 janvier 2021, le groupe Epik High sort l'album Epik High Is Here 上 (Part 1), qui inclut un featuring de B.I sur la chanson Acceptance Speech (수상소감). B.I, qui a participé à l'écriture des paroles et à la composition du morceau, chante le pré-refrain et le pont. Interrogé sur la participation de B.I lors d'une conférence de presse le jour de la sortie de l'album, Tablo répond que B.I a rendu la chanson tellement parfaite qu'il lui était impossible d'y renoncer. B.I déclare par ailleurs aux médias avoir hésité à accepter cette collaboration de peur de porter préjudice à Epik High et fait part de sa gratitude envers le groupe pour cette opportunité.
Le 19 mars 2021, B.I sort le mini-album Midnight Blue (Love Streaming), constitué de trois titres dont il avait précédemment diffusé des démos sur Soundcloud,. Le clip vidéo de la chanson titre, Midnight Blue (깊은 밤의 위로), prend la forme d'un court-métrage d'animation montrant un enfant blessé et seul dans une grande ville.
L'édition CD est limitée à 10 000 exemplaires.
L'agence IOK explique à la presse que B.I souhaite par ce projet apporter une aide concrète à des personnes qui en ont besoin. À cette fin, tous les profits de l'album sont versés à une organisation caritative et B.I fait don du fruit de ses droits d'auteur jusqu'à 60 ans après sa mort.

#### Waterfall
Le 7 mai 2021, le label 131 annonce le retour officiel de B.I avec son premier album solo, précédé d'un single « mondial ». Ce dernier, Got It like That, sort le 14 mai 2021. Il s'agit d'une collaboration avec l'équipe de production The Stereotypes (en) et les artistes étasuniens Destiny Rogers (en) et Tyla Yaweh (en).
B.I débute officiellement le 1er juin 2021 avec l'album studio Waterfall et le single illa illa.
Dans une interview de 2022, B.I décrit les douze titres de l'album comme des chansons « honnêtes », écrites alors qu'il se sentait « comme un champ au milieu de l'hiver » et ignorait encore s'il poursuivrait sa carrière musicale. « Avec Waterfall, j'exprimais ma peur et mes regrets, mais aussi ma gratitude », dit-il également dans une autre interview. En septembre 2021, la société IOK révélera que, comme pour Midnight Blue (Love Streaming), B.I fait don des profits des ventes et de ses droits d'auteur sur l'album Waterfall à une organisation caritative.
L'album inclut des featuring de Lee Hi et Tablo, ainsi que la chanson Re-birth (다음 생), discrètement publiée sur les sites de musique coréens le 15 avril 2021 sous le pseudonyme ID (BE IDENTITY), du nom donné par l'artiste à ses fans,. Il marque aussi l'affirmation de B.I en tant que danseur, à travers un clip vidéo qui le montre exécutant une chorégraphie hip-hop pour le titre introductif Waterfall. Il s'agit de la première collaboration de B.I avec le chorégraphe coréen Youngbeen.
Waterfall suscite des réactions désapprobatrices en Corée du Sud, car B.I est mis en examen quelques jours avant la sortie de l'album pour les faits d'achat et consommation de stupéfiants remontant à 2016 révélés deux ans plus tôt. L'album est par contre très bien accueilli par le public et par la critique internationale. Il atteint la première place du classement d'iTunes dans 24 pays,
le CD avoisine les 100 000 exemplaires vendus,
le clip vidéo du titre principal illa illa est visionné 12,7 millions de fois en 24 heures, établissant un nouveau record pour le premier single d'un artiste individuel masculin.
Le site britannique NME attribue à Waterfall la note de 4 sur 5, évoquant un « retour triomphant sur la scène musicale ». Waterfall figure également sur la liste des dix meilleurs albums K-pop de l'année établie par le magazine Time en décembre 2021.
Le 9 septembre 2021, Lee Hi sort son premier album depuis 2019 et son départ de YG Entertainment, 4 Only, qui inclut un featuring de B.I sur le titre Savior (구원자). B.I, qui a écrit et co-composé la chanson, apparaît également dans le clip vidéo,. Cette nouvelle collaboration entre les deux artistes intervient alors que le procès de B.I est en cours, néanmoins Lee Hi en remercie publiquement B.I.
Au cours de la première audience de son procès, le 26 août 2021, B.I reconnaît toutes les charges retenues contre lui, c'est-à-dire avoir acheté du LSD à une reprise et consommé du cannabis à trois reprises en 2016.
Le 10 septembre 2021, il est condamné à trois ans de prison avec quatre ans de sursis, 80 heures de travail d'intérêt général, 40 heures de traitement anti-drogue et une amende de 1,5 million de wons. Ni lui ni les services du procureur ne font appel du jugement.
Le 1er octobre 2021, B.I sort son deuxième single mondial, Lost at Sea (illa illa 2), qui revisite le titre illa illa en collaboration avec l'artiste indonésien Afgan, le chanteur britannique Bipolar Sunshine et les producteurs Cory Enemy et Ben Samama.
B.I tient son premier concert le 3 octobre 2021, sous la forme d'un concert en ligne. Epik High, Destiny Rogers et Afgan y prennent part, ainsi que le chanteur et auteur-compositeur étasunien Pink Sweats (en), qui fait la première partie.
En octobre 2021, quatre mois après la sortie de Waterfall, la chanson Remember Me (역겹겠지만) attire inopinément l'attention d'utilisateurs sud-coréens de la plateforme TikTok. Elle entre au classement hebdomadaire sud-coréen Gaon Digital Chart, où elle culmine en 74e position pour la semaine du 24 au 30 octobre,.

### Depuis 2021: Sur la jeunesse et l'amour

#### Cosmos
Le 11 novembre 2021, moins de six mois après Waterfall, B.I sort le demi-album Cosmos, première partie d'un projet qui explore différentes facettes de la jeunesse, notamment les formes de résistance, de témérité et d'amour propres à cet âge,.
En particulier, il décrit le single Cosmos, qui donne son nom à l'album, comme « parlant simplement d'amour éternel ».
Cosmos comprend sept chansons, toutes écrites et co-composées par B.I, incluant le titre bonus Buddy Buddy (친구해요) dont il avait révélé un extrait de la démo plusieurs années auparavant. C'est un album musicalement varié, du rap énergique du titre Alive à la mélodie pop rock du single Cosmos, dans laquelle certains critiques perçoivent l'influence des Beatles, d'autres celle du rock des années 80. Renouvelant l'expérience de Waterfall, Youngbeen crée une chorégraphie pour la chanson Flame. Elle est exécutée par B.I et des danseurs du 1Million Dance Studio dans une vidéo titrée Keep the Fire Alive publiée par 131 deux semaines avant la sortie de l'album.
En janvier 2022, B.I est le premier artiste sud-coréen à interpréter l'une de ses chansons, le titre Nineteen de l'album Cosmos, dans le cadre du « Tour du monde » de la Recording Academy.

#### Love or Loved Part.1
Après les deux singles Got It like That et Lost at Sea (illa illa 2), B.I annonce en avril 2022 un projet d'album mondial intitulé Love or Loved, consacré à l'amour tel qu'il est vécu, au présent et au passé. Il choisit de diviser l'album en deux parties pour rendre plus clairement compte de ce contraste. De la première partie, « forte, tendre, douce » et dont il dit également qu'elle parle d'amour juvénile, il fait un message d'encouragement à « tomber amoureux et s'abandonner à des sentiments dont, avec l'âge, on tend à devenir méfiant ». À l'inverse, la seconde partie traite de « l'absence d'amour », « de cœur brisé, de solitude, de vide émotionnel »,.
Avant-goût de Love or Loved Part.1, le single BTBT et son clip vidéo d'inspiration cyberpunk sortent le 13 mai 2022, en collaboration avec le rappeur étasunien Soulja Boy et l'artiste sud-coréenne DeVita.
Nommé d'après un mot coréen signifiant « tituber », le single se place dans la perspective d'un narrateur enivré par ses sentiments amoureux, ce que B.I décrit comme une « forme d'amour puissante et rebelle dont on fait l'expérience à l'adolescence ».
BTBT entre dans les classements de plusieurs pays d'Asie du Sud-Est, atteignant notamment la 11e position au classement Billboard Vietnam Hot 100 des titres les plus téléchargés et écoutés en streaming au Viêt Nam, et la 17e position au classement des titres internationaux les plus écoutés en streaming en Malaisie. Plus largement, le titre enregistre de très bons résultats sur les sites de musique internationaux. Un mois après sa sortie, il est inclus dans le classement « Viral 50 » de Spotify pour 51 pays, et a atteint la première place des classements K-pop d'Apple Music et iTunes dans respectivement 46 et 49 pays. C'est l'une des 25 chansons K-pop les plus recherchées avec le logiciel de reconnaissance musicale Shazam en 2022.
Il figure aussi sur les listes des meilleures chansons K-pop de l'année 2022 publiées par plusieurs magazines généralistes ou culturels à portée internationale, notamment Nylon, Time, Dazed, Teen Vogue, et NME.
BTBT suscite aussi l'intérêt en raison de sa chorégraphie. Créée par l'équipe Aitty Too, dont fait partie Youngbeen, celle-ci fait l'objet d'un clip vidéo publié par 131 quelques jours après le premier clip. En mars 2023, il avait été visionné plus de 50 millions de fois sur YouTube. La chorégraphie crée également l'engouement sur la plateforme TikTok, où de nombreux utilisateurs postent des vidéos où ils tentent de la reproduire. Fin novembre 2022, le mot-dièse #btbtchallenge (défi BTBT) y avait atteint 130 millions de vues.
Après BTBT, B.I prend part à deux projets collaboratifs. Son ami le beatmaker Padi le convie avec trois autres rappeurs sud-coréens, Nucksal (en), Kid Milli (en) et Gaeko, pour son premier single, Handsome, qui sort le 27 mai 2022. B.I interprète le refrain, dont il a également composé la mélodie. Un mois plus tard, le 27 juin 2022, la chanson Lullaby dont B.I avait présenté la démo à ses fans le jour de la Saint-Valentin est publiée dans le cadre d'un projet de Dingo Music. Le single prend la forme d'un duo avec la chanteuse Chuu, alors membre du groupe Loona.
Le 30 septembre 2022, le rappeur sud-coréen Reddy (en) devient le premier artiste autre que B.I à rejoindre le label 131. Moins de deux semaines plus tard, le 11 octobre 2022, 131 annonce que B.I a démissionné de ses fonctions au sein de la société IOK et que le label est désormais indépendant.
Le mini-album Love or Loved Part.1, dont BTBT est le titre introductif, sort le 18 novembre 2022 avec un nouveau single, Keep Me Up, décrit comme une chanson pop latino exprimant « l'ardeur et la solitude d'un amour juvénile ». Son clip vidéo reprend le décor futuriste de BTBT, mais il est focalisé sur la chorégraphie que les membres d'Aitty Too Youngbeen, Shawn et Beom ont créée pour la chanson,.
Album « mondial » à commencer par sa production, Love or Loved Part.1 poursuit l'exploration musicale de B.I, tout en se distinguant de ses albums précédents par le fait que trois des cinq chansons sont majoritairement écrites en anglais, avec l'aide de paroliers anglophones, et ont été composées par des producteurs étrangers – les équipes The Stereotypes et 9am pour BTBT et Keep Me Up, ; Nick Lee et Jake Herring pour Middle with You. B.I explique qu'il voit dans ces collaborations l'opportunité de se dépasser en abordant de nouveaux genres musicaux et « d'apprendre les styles et méthodes de création musicale » de ses confrères,. Il raconte également avoir beaucoup travaillé sur sa voix et sa prononciation,, pour cet album dans lequel il chante davantage qu'il ne rappe.

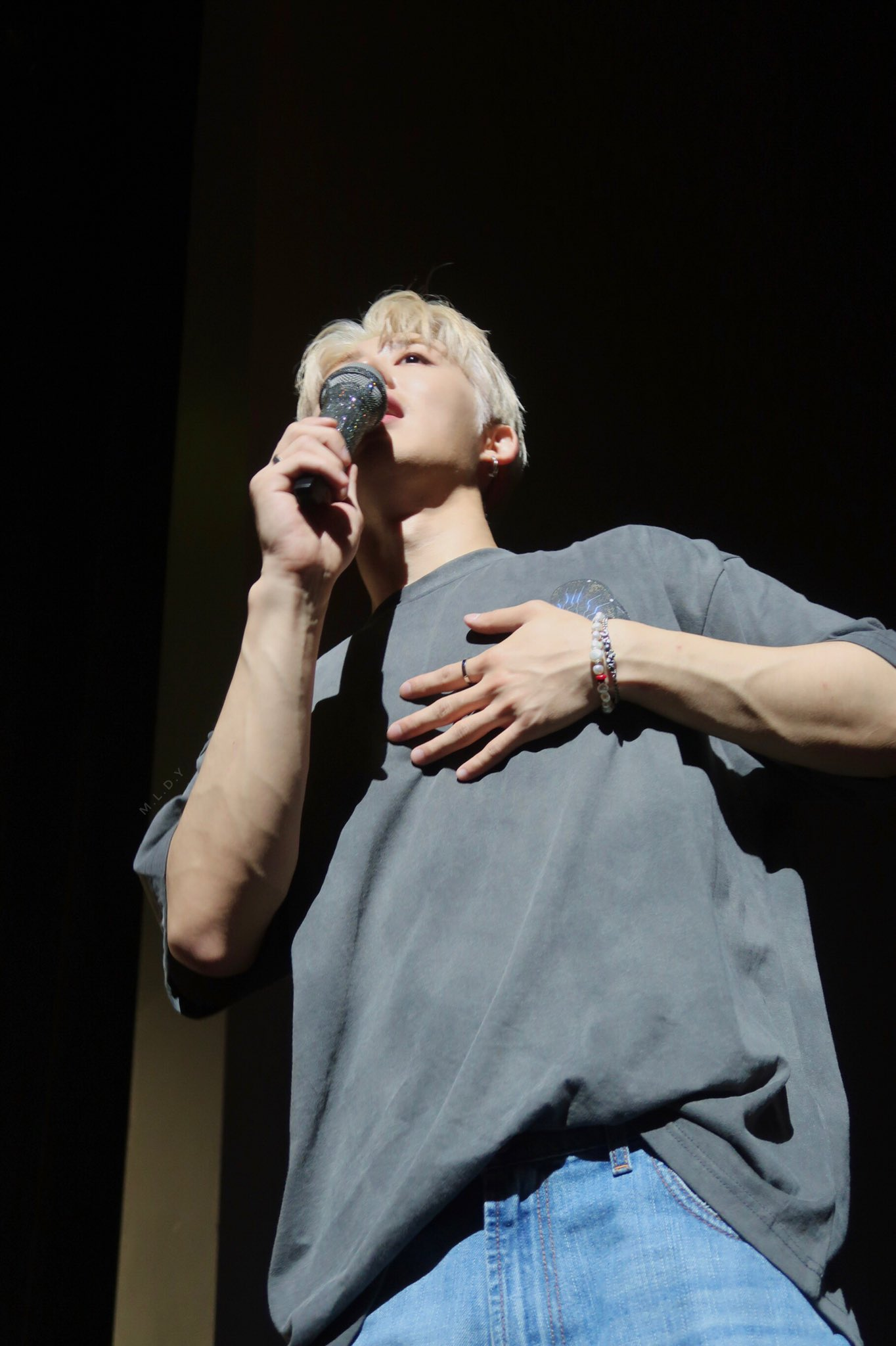
B.I lors d'un mini-concert à Singapour en 2022.

Comme pour Cosmos, B.I fait essentiellement la promotion de BTBT puis de Love or Loved Part.1 par des interviews accordées à des magazines sud-coréens ou internationaux, dont une pour Billboard en mai 2022, dans laquelle il s'exprime pour la première fois sur le scandale de 2019. Mais il participe aussi désormais à quelques programmes musicaux en ligne dans lesquels il interprète ses chansons, comme Simply K-pop Con-tour ou Dingo Killing Verse, et à des émissions de variété en ligne, comme le podcast Get Real de Dive Studios. Ses activités suscitent néanmoins toujours une part d'hostilité en Corée du Sud, où il est critiqué pour avoir repris une carrière publique alors que son dossier judiciaire n'était pas clos et avoir continué malgré sa mise en examen et sa condamnation. En décembre 2022, le réseau de télévision publique KBS fait par exemple savoir que B.I est l'une des personnalités dont l'apparition est suspendue sur ses chaînes en raison de leurs « actes illégaux ou immoraux ».
Avec l'assouplissement des restrictions liées à la pandémie de Covid-19, 2022 est aussi l'année du retour de B.I sur scène. Il organise des mini-concerts pour ses fans, le premier en Corée en avril 2022, puis à Singapour, Bangkok et Manille en août 2022,, participe aux festivals Rapbeat et World DJ Festival en Corée,, KV Fest en Indonésie, au concert K-pop Lalapa en Thaïlande... Le 10 décembre 2022, il tient à Séoul son premier concert individuel « hors ligne », avec la participation de Lee Hi et Epik High.

#### To Die For
B.I commence l'année 2023 par une tournée de six concerts en Asie de l'Est et du Sud-Est. Il prend également part à plusieurs festivals, tels que le MIK Festival 2023, au cours duquel il se produit pour la toute première fois en France, la première édition asiatique du festival international Rolling Loud, ou encore l'édition 2023 du festival sud-coréen Hiphopplaya Festival.
Le 27 avril 2023, B.I sort le single TTM, en collaboration avec les rappeurs sud-coréens Sik-K (en) et Reddy. Dans une interview pour le magazine Esquire, il raconte que la chanson lui a été inspirée par la scène du film Taxi Driver où le personnage principal répète la phrase « You talkin' to me? » (« C'est à moi que tu parles ? ») devant son miroir.
Le titre du second album standard de B.I, To Die For, est révélé le 1er mai 2023 par un teaser citant James Dean – « Dream as if you'll live forever. Live as if you'll die today » (« Rêve comme si tu devais vivre éternellement. Vis comme si tu devais mourir aujourd'hui »). Consacré à l'amour et la résistance, l'album conclut le projet sur la jeunesse entamé avec Cosmos, qu'il complète par neuf nouvelles chansons,. Il mêle les genres musicaux – du rap à la pop, en passant par le dubstep, le rock, ou encore la house –, et inclut des apparitions de la chanteuse et rappeuse coréano-américaine Jessi (Die for Love), des rappeurs sud-coréens Big Naughty (en) (Dare to Love), Kid Milli et Lil Cherry (Wave), ainsi que du groupe punk sud-coréen Crying Nut (en) (Beautiful Life). B.I décrit To Die For comme musicalement plus « expérimental » que ses albums précédents. Interrogé sur le titre, il explique à Chicago Tribune : « Alors que je réfléchissais à un titre, j'ai réalisé que l'un des messages que je voulais faire passer à travers cet album était : « Y a-t-il une chose que tu aimes tant que tu risquerais ta vie pour la protéger ? » Et j'ai eu le sentiment que la passion ardente qui permet un engagement aussi audacieux et téméraire est ce qui fait la spécificité de la jeunesse. »
L'album paraît le 1er juin 2023, accompagné non d'un clip vidéo traditionnel mais d'un court métrage en neuf épisodes qui illustre chacune des nouvelles chansons à travers l'histoire de deux jeunes gens qui tombent amoureux et tentent de protéger leur relation lorsque la réalité les rattrape. À cette occasion, B.I organise une conférence de presse pour la première fois depuis ses débuts en solo, au cours de laquelle il présente ses excuses devant les médias sud-coréens pour ses erreurs passées. Appelé à s'exprimer sur la reprise de ses activités publiques, il déclare reconnaître les critiques à son égard, ajoutant qu'il souhaite rembourser sa « dette » envers ceux qui l'ont soutenu mais regrettera toujours, et ne cessera jamais de se remettre en question et s'excuser.
Après Remember Me, le titre Dare to Love de To Die For est la seconde chanson de B.I à figurer au classement sud-coréen Circle Digital Chart. Entré en 199e position pour la semaine du 4 au 10 juin 2023, il monte progressivement jusqu'à atteindre la 77e position pour la semaine du 2 au 8 juillet 2023. Près de deux mois après sa sortie, il culmine aussi en 89e position du classement Global K-pop Chart de Circle Chart, qui liste les chansons sud-coréennes les plus écoutées en streaming dans le monde,.
Le 10 juillet 2023, la maison de disque nouvellement établie Grid Entertainment annonce que le label 131 lui est désormais affilié.

#### Love or Loved Part.2
En juillet 2023, 131 annonce la première tournée européenne de B.I, Love or Die. Entre le 19 septembre et le 19 octobre 2023, l'artiste se produit dans 16 villes réparties dans 14 pays d'Europe, pour la plupart à guichet fermé. Il se rend en France, en Allemagne, au Royaume-Uni, mais aussi dans des pays où les chanteurs sud-coréens donnent plus rarement des concerts, comme le Luxembourg, l'Estonie ou la Finlande. Le magazine Rolling Stone UK attribue à l'étape londonienne la note maximale de cinq étoiles, décrivant le concert comme une « représentation magistrale » et « une de ces soirées exceptionnellement parfaites, euphoriques, qu'il est impossible de revivre mais qui restent gravées dans les mémoires pour toujours ».
Le 10 septembre 2023, B.I est aussi le premier artiste sud-coréen à prendre part à l'édition berlinoise du festival Lollapalooza. À cette occasion, il interprète en avant-première la chanson Loved, titre principal du second volet de son projet d'album mondial, Love or Loved Part.2. Un premier single issu du mini-album, 4 Letters, est publié dix jours après le début de la tournée, le 29 septembre 2023, tandis que le titre Loved et son clip vidéo sont diffusés le 27 octobre 2023. L'album lui-même paraît le 10 novembre 2023.
Au cours de l'année 2023, B.I apparaît en featuring sur des titres de plusieurs artistes de la scène hip-hop sud-coréenne : la chanson R.I.P de Kid Milli en mai, Sorry, I Hate You de Sik-K en août, et le single INFJ de Big Naughty en décembre. Avec Zico, Jay Park, Changmo et Jessi, il est également l'un des cinq rappeurs à contribuer au remix de la chanson à succès Smoke de Dynamic Duo, sorti le 2 novembre 2023.

#### Tadaima
Le 15 janvier 2024 est annoncée la sortie au Japon du premier mini-album de B.I en langue japonaise, intitulé Tadaima (ただいま, littéralement « Je suis rentré (à la maison) »). Un premier single extrait de l'album, Kowai (怖い, littéralement « effrayant »), est publié de manière anticipée sur les sites de musique en ligne le 23 février 2024. L'album complet sort le 13 mars 2024 avec un second single, Wish You Were Here. Il est constitué de cinq chansons originales, avec des apparitions du rappeur japonais Sky-Hi et de la rappeuse sud-coréano-japonaise Chanmina sur les titres Nanana et Elevator,.
B.I, qui avait passé beaucoup de temps au Japon durant la première partie de sa carrière, explique dans les interviews qu'il donne après la sortie de l'album qu'il a avant tout preparé Tadaima pour ses fans japonais,. Il a choisi des chansons qu'il pensait correspondre le mieux à leurs goûts, traduisant lui-même en japonais les paroles qu'il avait initialement écrites en coréen.
Un peu plus d'un an après sa première tournée internationale, B.I réitère en 2024 avec Hype Up. De mai à juillet, il donne des concerts à Séoul, Hong Kong, Bangkok, Singapour, Manille, Jakarta, Kuala Lumpur, Taipei et Macao,. Il fait ainsi pour la première fois étape en Malaisie, où plusieurs titres de la presse généraliste saluent l'énergie de l'artiste, la proximité qu'il instaure avec le public, et plus généralement la « grande qualité » du concert,. En septembre et octobre 2024, il enchaîne avec quatorze dates dans des villes européennes.
Alors que le concert d'ouverture à Séoul du 18 mai affiche complet, un second concert est organisé le 17 mai dans la capitale sud-coréenne. En ces deux occasions, B.I interprète en exclusivité la chanson Tasty, nouveau single global fruit d'une collaboration avec la productrice musicale étasunienne Malibu Babie. Tasty sort officiellement deux jours plus tard, le 20 mai 2024. B.I dira par la suite qu'il voulait un titre entraînant, dans l'esprit de sa tournée Hype Up, mais que le « personnage décrit dans la chanson est [son] exact opposé ».
Le 28 avril 2025, alors qu'il vient d'achever sa tournée Hype Up par quatre concerts à Sydney, Brisbane, Melbourne et Auckland, B.I annonce officiellement avoir repris la direction du label 131.

#### Wonderland
B.I sort son troisième album, Wonderland, le 1er juin 2025, exactement 4 ans après son premier album, Waterfall, et 2 ans après le second, To Die For. L'album comprend onze pistes, dont un single, Ferris Wheel, chanté en duo avec Heize. Il évoque la candeur de l'enfance, qualité que B.I explique avoir cherché à exprimer à travers sa musique avant de l'avoir complètement perdue.

## Discographie

### Albums studio
| Titre                                                                                             | Sortie        | Détails de l'album                                                                                  | Meilleures positions | Meilleures positions | Meilleures positions | Ventes (CD & vinyle) |
| Titre                                                                                             | Sortie        | Détails de l'album                                                                                  | [ 225 ]              | Oricon               | Hot                  | Ventes (CD & vinyle) |
| ------------------------------------------------------------------------------------------------- | ------------- | --------------------------------------------------------------------------------------------------- | -------------------- | -------------------- | -------------------- | -------------------- |
| Waterfall                                                                                         | 1er juin 2021 | - Labels : IOK Music et 131 Label - Distributeur : Dreamus - Formats : CD, numérique, disque vinyle | 6                    | 44                   | 24                   | : 104 101            |
| To Die For                                                                                        | 1er juin 2023 | - Label : 131 - Distributeur : Dreamus - Formats : CD, numérique                                    | 12                   | —                    | —                    | : 32 418             |
| Wonderland                                                                                        | 1er juin 2025 | - Label : 131 - Distributeur : Dreamus - Formats : CD, numérique                                    | 7                    | —                    | —                    | : 21 526             |
| « — » signifie que l'album n'a pas été classé ou n'était pas distribué dans la région considérée. |               | |                      |                      |                      |                      |

### Mini-albums
| Titre                                                                                             | Sortie           | Détails de l'album                                                                              | Meilleures positions | Meilleures positions | Meilleures positions | Ventes (CD) |
| Titre                                                                                             | Sortie           | Détails de l'album                                                                              | [ 231 ]              | Oricon               | Hot                  | Ventes (CD) |
| ------------------------------------------------------------------------------------------------- | ---------------- | ----------------------------------------------------------------------------------------------- | -------------------- | -------------------- | -------------------- | ----------- |
| Midnight Blue (Love Streaming)                                                                    | 19 mars 2021     | - Label : 131 Label - Distributeur : Dreamus - Formats : CD, numérique                          | 14                   | —                    | —                    | : 10 000    |
| Cosmos                                                                                            | 11 novembre 2021 | - Label : IOK M - Distributeur : Dreamus - Formats : CD, numérique                              | 5                    | —                    | —                    | : 52 439    |
| Love or Loved Part.1                                                                              | 18 novembre 2022 | - Labels : 131 et Transparent Arts - Distributeur : Sony Music - Formats : CD, numérique        | 11                   | —                    | —                    | : 31 892    |
| Love or Loved Part.2                                                                              | 10 novembre 2023 | - Labels : 131 et Transparent Arts - Distributeur : Sony Music / AWAL - Formats : CD, numérique | 18                   | —                    | —                    | : 25 282    |
| Tadaima (ただいま)                                                                                | 13 mars 2024     | - Label : Nippon Columbia - Formats : CD, numérique                                             | —                    | 12                   | 11                   | : 4 044     |
| « — » signifie que l'album n'a pas été classé ou n'était pas distribué dans la région considérée. |                  |                                                                                                 |                      |                      |                      |             |

### Singles
| Titre                                                                                              | Année | Meilleures positions | Meilleures positions | Meilleures positions | Meilleures positions | Meilleures positions | Meilleures positions | Meilleures positions | Téléchargements | Album                                        |
| Titre                                                                                              | Année | [ 241 ]              | K-pop                | World                | [ 244 ]              | Int.                 | [ 246 ]              | [ 247 ]              | Téléchargements | Album                                        |
| -------------------------------------------------------------------------------------------------- | ----- | -------------------- | -------------------- | -------------------- | -------------------- | -------------------- | -------------------- | -------------------- | --------------- | -------------------------------------------- |
| Be I                                                                                               | 2014  | 5                    | NC                   | —                    | —                    | NC                   | NC                   | NC                   | : 409 985       | Show Me the Money 3 Part 1 (album collectif) |
| Anthem (이리오너라) avec Bobby                                                                     | 2015  | 6                    | NC                   | 4                    | —                    | NC                   | NC                   | NC                   | : 145 516       | Welcome Back (album d'iKon)                  |
| Midnight Blue (깊은 밤의 위로)                                                                     | 2021  | —                    | NC                   | 14                   | 14                   | —                    | —                    | NC                   | NC              | Midnight Blue (Love Streaming)               |
| Re-birth (다음생)                                                                                  | 2021  | —                    | NC                   | —                    | —                    | —                    | —                    | NC                   | NC              | Waterfall                                    |
| Got It like That avec Destiny Rogers, Tyla Yaweh                                                   | 2021  | —                    | NC                   | —                    | —                    | —                    | —                    | NC                   | NC              | —                                            |
| illa illa (해변)                                                                                   | 2021  | —                    | NC                   | —                    | —                    | —                    | —                    | NC                   | NC              | Waterfall                                    |
| Lost at Sea (illa illa 2) avec Bipolar Sunshine, Afgan                                             | 2021  | —                    | NC                   | —                    | —                    | —                    | —                    | NC                   | NC              | —                                            |
| Cosmos                                                                                             | 2021  | —                    | NC                   | —                    | —                    | —                    | —                    | NC                   | NC              | Cosmos                                       |
| BTBT avec Soulja Boy, feat. DeVita                                                                 | 2022  | —                    | —                    | —                    | —                    | 17                   | 14                   | 11                   | NC              | Love or Loved Part.1                         |
| Lullaby (자장가) avec Chuu                                                                         | 2022  | —                    | —                    | —                    | —                    | —                    | —                    | —                    | NC              | —                                            |
| Keep Me Up                                                                                         | 2022  | —                    | 123                  | —                    | —                    | —                    | —                    | —                    | NC              | Love or Loved Part.1                         |
| TTM avec Sik-K, Reddy                                                                              | 2023  | —                    | —                    | —                    | —                    | —                    | —                    | —                    | NC              | —                                            |
| Die for Love feat. Jessi                                                                           | 2023  | —                    | —                    | —                    | —                    | —                    | —                    | —                    | NC              | To Die For                                   |
| Dare to Love (겁도 없이) feat. Big Naughty                                                         | 2023  | 77                   | 89                   | —                    | —                    | —                    | —                    | —                    | NC              | To Die For                                   |
| 4 Letters feat. James Reid                                                                         | 2023  | —                    | —                    | —                    | —                    | —                    | —                    | —                    | NC              | Love or Loved Part.2                         |
| Loved                                                                                              | 2023  | —                    | —                    | —                    | —                    | —                    | —                    | —                    | NC              | Love or Loved Part.2                         |
| Kowai (怖い)                                                                                       | 2024  | —                    | —                    | —                    | —                    | —                    | —                    | NC                   | NC              | Tadaima (ただいま)                           |
| Wish You Were Here                                                                                 | 2024  | —                    | —                    | —                    | —                    | —                    | —                    | NC                   | NC              | Tadaima (ただいま)                           |
| Tasty                                                                                              | 2024  | —                    | —                    | —                    | —                    | —                    | —                    | NC                   | NC              | —                                            |
| Ferris Wheel (관람차) feat. Heize                                                                  | 2025  | —                    | —                    | —                    | —                    | —                    | —                    | NC                   | NC              | Wonderland                                   |
| « — » signifie que le titre n'a pas été classé ou n'était pas distribué dans la région considérée. |       |                      |                      |                      |                      |                      |                      |                      |                 |                                              |

### Autres chansons classées
| Titre                                                                                              | Année | Meilleures positions | Meilleures positions | Meilleures positions | Album                          |
| Titre                                                                                              | Année | [ 261 ]              | World                | [ 263 ]              | Album                          |
| -------------------------------------------------------------------------------------------------- | ----- | -------------------- | -------------------- | -------------------- | ------------------------------ |
| One and Only (돗대)                                                                                | 2018  | —                    | —                    | —                    | Return (album d'iKon)          |
| Remember Me                                                                                        | 2021  | —                    | 18                   | 30                   | Midnight Blue (Love Streaming) |
| Blossom (내 걱정)                                                                                  | 2021  | —                    | 17                   | 29                   | Midnight Blue (Love Streaming) |
| Remember Me (역겹겠지만)                                                                           | 2021  | 74                   | —                    | —                    | Waterfall                      |
| Daydream (긴 꿈) feat. Lee Hi                                                                      | 2021  | —                    | —                    | —                    | Waterfall                      |
| Waterfall                                                                                          | 2021  | —                    | —                    | —                    | Waterfall                      |
| Stay feat. Tablo                                                                                   | 2021  | —                    | —                    | —                    | Waterfall                      |
| Help Me                                                                                            | 2021  | —                    | —                    | —                    | Waterfall                      |
| Gray (비 온 뒤 흐림)                                                                               | 2021  | —                    | —                    | —                    | Waterfall                      |
| Numb                                                                                               | 2021  | —                    | —                    | —                    | Waterfall                      |
| « — » signifie que le titre n'a pas été classé ou n'était pas distribué dans la région considérée. |       |                      |                      |                      |                                |

### En tant qu'artiste invité
| Titre | Année | Meilleures positions | Meilleures positions | Meilleures positions | Téléchargements | Album                               |
| Titre | Année | Circle               | Hot ,                | World                | Téléchargements | Album                               |
| --- | ----- | -------------------- | -------------------- | -------------------- | --------------- | ----------------------------------- |
| Indian Boy MC Mong feat. Jang-geun, B.I                                                                                              | 2009  | NC                   | NC                   | NC                   | NC              | Humanimal                           |
| Born Hater Epik High feat. Beenzino, Verbal Jint, B.I, Mino, Bobby                                                                   | 2014  | 3                    | NC                   | 5                    | : 1 498 062     | Shoebox                             |
| Bomb Psy feat. B.I, Bobby | 2017  | 14                   | NC                   | —                    | : 166 479       | 4X2=8                               |
| Mollado (몰라도) Seungri feat. B.I                                                                                                   | 2018  | —                    | —                    | —                    | NC              | The Great Seungri                   |
| No One (누구 없소) Lee Hi feat. B.I                                                                                                  | 2019  | 2                    | 4                    | 6                    | NC              | 24°C                                |
| Acceptance Speech (수상소감) Epik High feat. B.I                                                                                     | 2021  | 99                   | 97                   | —                    | NC              | Epik High Is Here 上                |
| Savior (구원자) Lee Hi feat. B.I | 2021  | 150                  | 71                   | —                    | NC              | 4 Only                              |
| Handsome Padi feat. B.I, Nucksal, Kid Milli, Gaeko                                                                                   | 2022  | —                    | NC                   | —                    | NC              | —                                   |
| R.I.P Kid Milli feat. B.I | 2023  | —                    | NC                   | —                    | NC              | Beige                               |
| Sorry, I Hate You (미안해 널 미워해) Sik-K feat. B.I                                                                                 | 2023  | —                    | NC                   | —                    | NC              | Pop a Lot                           |
| Jacuzzi James Reid, B.I, DJ Flict | 2023  | —                    | NC                   | —                    | NC              | —                                   |
| Smoke (Remix) Dynamic Duo, Zico, B.I, Jay Park, Changmo, Jessi                                                                       | 2023  | —                    | NC                   | —                    | NC              | —                                   |
| INFJ Big Naughty feat. B.I, Bang Ye-dam                                                                                              | 2023  | —                    | NC                   | —                    | NC              | —                                   |
| Good Memories (좋았던 기억만) Gist feat. B.I                                                                                         | 2024  | —                    | NC                   | —                    | NC              | Nothing Is Perfect (완벽한 건 없어) |
| I Wish (18번) Toil feat. Leellamarz, B.I                                                                                             | 2024  | —                    | NC                   | —                    | NC              | Toto                                |
| Beautiful Basecamp feat. B.I | 2024  | —                    | NC                   | —                    | NC              | —                                   |
| Pretty Plzzz Leo feat. B.I | 2024  | —                    | NC                   | —                    | NC              | Come Closer                         |
| Love Dilemma (사랑이 죄야?) Kixo feat. 10cm, B.I                                                                                     | 2024  | 96                   | NC                   | —                    | NC              | —                                   |
| Happy Alone Woosung feat. B.I | 2024  | —                    | NC                   | —                    | NC              | 4444                                |
| Reditation Reddy feat. B.I | 2025  | —                    | NC                   | —                    | NC              | Reddy Made 0.5 Prototype            |
| Special Reddy feat. B.I | 2025  | —                    | NC                   | —                    | NC              | Reddy Made 0.5 Prototype            |
| New New (뉴뉴) Huh feat. B.I | 2025  | —                    | NC                   | —                    | NC              | Voice tool tip.txt 2                |
| Les singles apparaissent en gras. « — » signifie que le titre n'a pas été classé ou n'était pas distribué dans la région considérée. |       |                      |                      |                      |                 |                                     |

## Œuvres
Au 14 août 2025, l'association sud-coréenne des droits d'auteur Korea Music Copyright Association (KOMCA) référençait 147 œuvres dont B.I avait contribué à l'écriture ou la composition, incluant 60 titres publiés en son nom ou sous forme de collaborations, 43 titres du groupe iKon, 19 titres sur lesquels il apparaît en tant que featuring et 25 chansons uniquement interprétées par d'autres artistes.
Avec les paroliers, compositeurs et beatmakers Millennium, Sihwang, Padi et Kim Chang-hoon, B.I a fondé le White Noise Club (littéralement « Club du bruit blanc »), équipe de création musicale adossée au label 131,. Dans ce cadre, il a par exemple pris part à la production de titres pour l'autrice-compositrice-interprète sud-coréenne Soovi en février 2023. Depuis 2021, B.I a aussi – entre autres – écrit la chanson Savior de Lee Hi, Don't Wake Me Up pour MC Mong et Soyou,, plusieurs titres du groupe Pow,, Fallin' de Heize, ou encore la chanson Don't Cry avec laquelle l'acteur Jo Byeong-kyu a fait ses débuts musicaux en 2024.

## Style et inspiration
C'est en tant que rappeur que B.I a fait ses premiers pas dans la sphère musicale, néanmoins l'artiste cite aussi les Beatles parmi ses principales influences, avec les « mélodies et ambiances apaisantes » de leurs chansons, leur musique « pas trop élaborée mais néanmoins très belle », « dont on ne se lasse jamais ». Dans une interview d'avril 2022 pour Glass, il indique qu'au-delà du hip-hop et du R&B, il entend explorer autant de genres que possibles et constamment « expérimenter avec de nouveaux sons ». La même année, il explique au site sud-coréen consacré à la culture hip-hop Hiphopplaya que, plutôt que de catégoriser sa musique en tant que K-pop ou hip-hop, il aspire à rendre « plus floues » les frontières entre les genres. En 2023, dans une interview pour l'édition malaisienne de L'Officiel Hommes, il décrit les genres musicaux comme différentes « manières de raconter une histoire » et dit vouloir « interpréter et livrer des histoires à [son] auditoire par l'intermédiaire de genres variés ». Ainsi la chanson Savior qu'il compose pour Lee Hi (septembre 2021) et Alive (novembre 2021) empruntent au jazz, Die for Love (juin 2023) à la house, Endless Summer (novembre 2022) s'inspire de l'EDM et de la musique tropicale, Cosmos (novembre 2021) revisite le rock des années 80 et le doo-wop, Illusion (juin 2021) évoque le lo-fi, Truth (juin 2023) le blues, etc. Dans le même esprit, B.I n'oppose pas le rap et le chant, qu'il voit comme deux moyens d'expression complémentaires. Et si nombre de ses titres utilisent de la musique électronique, il crée aussi des chansons acoustiques, à l'image de Remember Me (mars 2021).
Dans une interview de 2022 pour MTV News, B.I explique qu'il instille toujours ses « émotions sincères » dans ses chansons, comparant ces dernières à un journal intime.
Même lorsqu'elles ne parlent pas directement de son expérience personnelle – il dit s'inspirer également de films, de bandes dessinées, de poèmes, –, cette aspiration à l'authenticité demeure. En novembre 2022, il racontait ainsi à Grammy.com avoir beaucoup progressé à travers l'album Love or Loved Part.1 dans sa manière d'analyser une situation pour pouvoir ensuite la partager via sa musique. Comme il le dit au magazine Interview en avril 2022, B.I veut que sa musique raconte des histoires qui parlent aux gens. Il considère aussi que ses chansons sont plus susceptibles de toucher leur auditoire s'il les nourrit de ses propres émotions. Si l'auteur-compositeur estime avoir évolué sur ce point depuis ses débuts en solo, il tenait déjà des propos similaires en 2018, lorsqu'il déclarait dans le film documentaire de l'album Return d'iKon : « Si vous me demandez quel type de musique je veux faire, il y a seulement deux choses. De la musique à laquelle les gens peuvent s'identifier et de la musique qui éveille l'imagination. »
En juillet 2021, le magazine Time retenait illa illa pour sa liste des dix meilleurs chansons K-pop de la première moitié de l'année 2021, et la critique Kat Moon concluait son éloge de la chanson en déclarant : « Avec l'ampleur et la profondeur des émotions qu'il transmet, B.I montre qu'il est autant un conteur qu'un auteur-compositeur. » Fin 2022, Carmen Chin écrivait pour le classement des 25 meilleures chansons K-pop de l'année de NME, qu'avec BTBT B.I « raconte une captivante histoire sur l'hésitation qui accompagne les premiers signes d'attraction mutuelle – l'expérience de marcher sur des œufs alors que l'on tente d'appréhender ces sentiments ».

## Tournées et concerts

### Tête d'affiche

#### Concerts
- 2022 : B.I 2022 All Day Show [L.O.L: The Hidden Stage], Séoul (10 décembre) – partie Night Show, en soirée[306].
- 2023 : Tournée asiatique B.I 2023 Asia Tour [L.O.L: The Hidden Stage][307],[179] : Bangkok (4 mars)[308], Manille (5 mars)[309], Jakarta (10 mars)[310], Taipei (12 mars)[311], Singapour (18 mars)[312], Macao (30 avril)[313].
- 2023 : B.I 2023 Asia Tour [L.O.L: The Hidden Stage] Encore, Bangkok (20 mai)[314].
- 2023 : Tournée européenne Love or Die[198],[199] : Utrecht (19 septembre)[315], Luxembourg (21 septembre)[200],[316], Paris (23 septembre), Barcelone (25 septembre), Zurich (27 septembre), Milan (28 septembre)[317], Varsovie (30 septembre), Tallinn (3 octobre)[318], Helsinki (5 octobre)[319], Stockholm (7 octobre), Oslo (8 octobre), Hambourg (11 octobre)[320], Cologne (14 octobre), Londres (15 octobre)[321], Bruxelles (18 octobre)[322], Munich (19 octobre).
- 2024 : Tournée asiatique Hype Up[216],[217] : Séoul (17 mai et 18 mai)[323], Hong Kong (24 mai), Bangkok (1er juin)[324], Singapour (7 juin)[325], Manille (9 juin)[326], Jakarta (15 juin)[327], Kuala Lumpur (30 juin)[218], Taipei (6 juillet), Macao (13 juillet).
- 2024 : Tournée européenne Hype Up[217] : Francfort-sur-le-Main (26 septembre)[328], Berlin (28 septembre), Vienne (30 septembre), Tilbourg (2 octobre), Londres (4 octobre), Paris (6 octobre), Cologne (7 octobre), Zurich (9 octobre), Milan (13 octobre), Copenhague (16 octobre), Hambourg (18 octobre), Riga (20 octobre), Espoo (22 octobre), Varsovie (24 octobre).
- 2025 : Tournée océanienne Hype Up[222],[329] : Sydney (20 avril), Brisbane (22 avril), Melbourne (25 avril), Auckland (27 avril).

#### Mini-concerts
- 2022 : Tournée B.I First Fan Meeting [B.I Offline] : Séoul (30 avril, deux sessions successives)[171], Singapour (7 août)[330], Bangkok (21 août)[331], Manille (27 août, deux sessions successives)[173].
- 2022 : 131 X Peaches 'BTBT' Guerrilla Showcase, Séoul (28 mai)[332],[333].
- 2022 : B.I 2022 All Day Show [L.O.L: The Hidden Stage], Séoul (10 décembre) – partie Day Show, en journée[306].
- 2024 : Privé Alliance Meets B.I, Manille (4 mars)[334].

#### Concerts en ligne
- 2021 : 131 Live Presents: B.I First Online Concert (3 octobre)[335].
- 2022 : 131 Live Presents: BTBT Performance Online Fancon (26 juin)[336].

### Concerts collectifs

#### Festivals et concerts collectifs en Corée du Sud
- 2022 : 2022 World DJ Festival, Séoul (13 août) – festival international de musique électronique[175],[337].
- 2022 : Rapbeat 2022, Gwacheon (4 septembre) – festival de musique hip-hop[174],[338].
- 2023 : Hiphopplaya Festival 2023, Séoul (29 avril) – festival de musique hip-hop[182].
- 2023 : 2023 Daegu Hiphop Festival, Daegu (7 mai) – festival de musique hip-hop[339],[340].
- 2023 : SKA Super-Swag Festival 2023, Gwangmyeong (22 juillet) – festival de musique hip-hop[341].
- 2023 : World K-pop Festival, Boryeong (22 juillet) – festival de musique K-pop[342],[343].
- 2023 : 4seidon Water Music Festival, Busan (29 juillet) et Gwangju (12 août) – festival de musique électronique, hip-hop et K-pop[344],[345].
- 2023 : 2023 Jeonju Ultimate Music Festival, Jeonju (11 août) – festival multi-genre, incluant le rock, le hip-hop et la musique électronique[346].
- 2023 : Rapbeat 2023, Gwacheon (2 septembre) – festival de musique hip-hop[347].
- 2023 : Ride the Beat 2023, Séoul (10 décembre) – festival de musique hip-hop[348].
- 2024 : Buzzer Beat Festival 2024, Séoul (13 avril) – festival de musique hip-hop[349].
- 2024 : Hiphopplaya Festival 2024, Séoul (4 mai) – festival de musique hip-hop[350].
- 2024 : 2024 Daegu Hiphop Festival, Daegu (5 mai) – festival de musique hip-hop[351],[352].
- 2024 : Spring Breeze in Campus, Séoul (19 mai) – festival de comédie musicale, K-pop et hip-hop[353].
- 2024 : Waterbomb 2024, Daegu (20 juillet), Suwon (24 août) et Yeosu (31 août) – festival combinant musique et jeux d'eau[354].
- 2024 : Rapbeat 2024, Incheon (21 septembre) – festival de musique multi-genre, notamment hip-hop, rock et K-pop[355].
- 2024 : Hype Up Festival, Séoul (10 novembre) – concert collectif des artistes de 131 (Leo, Reddy, B.I), ainsi que Gray et Lee Hi[356].
- 2025 : Hiphopplaya Festival 2025, Séoul (3 mai) – festival de musique hip-hop[357].
- 2025 : Someday Pleroma 2025, Ilsan (28 juin) – festival de musique multi-genre[358].
- 2025 : Daegu Chimaek Festival 2025, Daegu (3 juillet) – festival de 5 jours célébrant le chimaek, avec la participation sur scène d'artistes K-pop[359].

#### Festivals et concerts collectifs à l'étranger
- 2022 : KV Fest, Jakarta (28 août) – concert collectif d'artistes indonésiens (Ramengvrl, Afgan) et sud-coréens (B.I, Secret Number, Jessi) [176].
- 2022 : Lalapa K-Concert, Bangkok (24 septembre) – concert collectif d'artistes K-pop[177].
- 2023 : Grand Wave Kpop Festival, Kuala Lumpur (14 janvier) – festival de musique K-pop[360].
- 2023 : MIK Festival 2023, Paris (18 février) – festival de musique sud-coréenne K-pop et hip-hop[180].
- 2023 : Rolling Loud Thailand, Pattaya (14 avril) – festival international de musique hip-hop[361].
- 2023 : Overpass: K-pop Music Concert, Manille (11 juin) – concert collectif des artistes K-pop B.I, Jeon Somi et Baekhyung[362].
- 2023 : Pandora Festival 2023, Bangkok (15 juillet) – festival de musique hip-hop sud-coréenne[363].
- 2023 : S2O Songkran Music Festival, Hong Kong (6 août) – festival international de musique électronique et pop[364],[365].
- 2023 : Asian Sound Syndicate Vol.2, Jakarta (26 août) – festival réunissant des artistes d'Asie de l'Est et du Sud-Est[366].
- 2023 : Lollapalooza, Berlin (10 septembre) – festival international de musique rock, hip-hop et électronique[202].
- 2023 : Supersound Festival 2023, Bangkok (18 novembre) – festival de musique K-pop[367].
- 2024 : K-Galaxy 2024, Berlin (18 janvier) – concert collectif des artistes des labels Grid Entertainment (Pow) et 131 (Reddy, Leo, B.I)[368].
- 2024 : K-Town Festival, Mumbai (14 décembre) – concert collectif des artistes K-pop BamBam, Chen, Xiumin et B.I[369].
- 2024 : 2024 X-mas Festival, Bangkok (21 décembre) – concert collectif des artistes de 131 (Leo, Reddy, B.I), Gray et Lee Hi[370].
- 2025 : 2024 Supersound Festival, Macao (18 janvier) – festival de musique K-pop[371].
- 2025 : Cloud 9, Singapour (15 février) – festival de musique pop réunissant des artistes de diverses nationalités[372].
- 2025 : Waterbomb, Manille (22 février) – festival combinant musique et jeux d'eau, avec des artistes sud-coréens et philippins[373],[374].
- 2025 : Overpass, Jakarta (23 février) – concert collectif des artistes K-pop Jey, B.I et Baekhyung[375].
- 2025 : Road to 8Wonder, Haïphong (15 mars) – concert d'ouverture du festival 8Wonder, avec la participation de B.I et d'artistes vietnamiens[376],[377].
- 2025 : ComplexCon, Hong Kong (22 mars) – festival international de musique et culture hip-hop[378].

#### Concerts collectifs en ligne
- 2022 : We All Are One [Stop War!] (26 mars) – concert K-pop en ligne visant à aider les victimes de la guerre russo-ukrainienne[379].
- 2022 : Identity 2022 (28 mai) – festival de musique en ligne dans le cadre du mois de commémoration de l'héritage des Asio-Américains et Américains des îles du Pacifique aux États-Unis[380],[333].

#### Autres
- 2022 : Simply K-Pop Con-tour (juin-juillet) – mini-concert hebdomadaire en direct sur YouTube, épisodes 524 à 527[166].
- 2022 : WET! Poolside Party, Séoul (23 juillet) – concert de promotion de l'émission télévisée WET![381].
- 2022 : Rolling Loud Press Conference Concert, Bangkok (14 septembre) – concert de promotion pour le festival de musique hip-hop Rolling Loud organisé en Thaïlande en 2023[382].
- 2023 : Bruno Mars' After Party, Séoul (18 juin) – soirée sur invitation organisée par Bruno Mars après ses concerts en Corée du Sud[383].
- 2023 : The Exchange TRX Countdown Party, Kuala Lumpur (31 décembre) – concert du réveillon du nouvel an[384].

## Filmographie

### Télévision
| Année | Chaîne             | Titre                                            | Rôle              | Description | Réf.    |
| ----- | ------------------ | ------------------------------------------------ | ----------------- | --- | ------- |
| 2013  | Mnet               | WIN: Who Is Next?                                | Candidat          | Programme de téléréalité opposant deux équipes de stagiaires de YG Entertainment (10 épisodes). B.I est membre de l'équipe B. | [ 11 ]  |
| 2014  | Mnet               | Show Me the Money, saison 3                      | Candidat          | Programme de téléréalité mettant en compétition des rappeurs. B.I est éliminé au terme du 7e épisode. | [ 17 ]  |
| 2014  | Mnet               | Mix & Match                                      | Candidat / mentor | Programme de téléréalité opposant des stagiaires de YG Entertainment pour la sélection de quatre membres du groupe iKon (9 épisodes). B.I est l'un des trois membres choisis dès le départ avec la charge d'entraîner les autres.                                                  | ,       |
| 2015  | JTBC               | 마리와 나 (Marie et moi)                         | Participant       | Programme de téléréalité montrant des célébrités à qui est temporairement confiée la garde d'animaux de compagnie (17 épisodes). | [ 386 ] |
| 2016  | Jiangsu Television | Heroes of Remix (en)                             | Candidat          | Programme de téléréalité mettant en compétition des groupes et artistes asiatiques, qui présentent chaque semaine leur interprétation d'une chanson. B.I y prend part en tant que membre d'iKon. Les candidats sud-coréens, dont iKon, sont coupés au montage après le 8e épisode. | [ 387 ] |
| 2017  | JTBC               | 교칙위반 수학여행 (Voyage scolaire indiscipliné) | Participant       | Programme de téléréalité mettant les membres d'iKon et des célébrités japonaises dans une situation comparable à un voyage scolaire (6 épisodes). | [ 388 ] |
| 2018  | MBC                | The Game with No Name                            | Candidat          | Jeu télévisé inspiré d'un jeu d'évasion opposant des célébrités accompagnées de jeunes enfants (épisode unique). B.I y participe avec sa petite sœur. | [ 389 ] |
| 2018  | MBC                | Curious Husband's Getaway                        | Mentor            | Programme de téléréalité mettant cinq célébrités face à des défis. Pendant quatre épisodes, B.I et Bobby les aident à écrire et interpréter une chanson de rap. | ,       |
| 2019  | JTBC               | Grand Buda-guest                                 | Participant       | Programme de téléréalité montrant des célébrités qui prennent soin de chiens abandonnés. Après le 12 juin 2019, soit à compter du 3e épisode, le montage est repris pour supprimer toutes les apparitions de B.I.                                                                  | ,       |
| 2022  | Channel S          | WET! World EDM Trend                             | Animateur         | Programme de téléréalité mettant en compétition des DJ. La participation de B.I est annulée à la suite d'un changement de calendrier de production, alors que la première séance de tournage avait déjà eu lieu.                                                                   | [ 393 ] |

### Clips vidéo

#### Clips officiels des chansons de B.I
- 2021 : Got It like That (avec Destiny Rogers, Tyla Yaweh)[394]
- 2021 : Waterfall version « danse », production Mother Media[105],[106]
- 2021 : illa illa (해변) de Woogie Kim (Mother Media)[395],[396]
- 2021 : Cosmos de Woogie Kim (Mother Media)[397],[398]
- 2021 : Nineteen de Kim In-tae (AFF)[399]
- 2022 : BTBT version « histoire » (feat. DeVita) de Lee Su-ho (Boring Studio)[400],[401]
- 2022 : BTBT version « danse » (avec Soulja Boy, feat. DeVita) de Nalim Cho[147],[146]
- 2022 : Keep Me Up de Nalim Cho (131)[155],[156]
- 2023 : TTM (avec Sik-K, Reddy) de Choi Chang-hwi[402]
- 2023 : Loved de Byul Yun[205],[403]
- 2024 : Wish You Were Here, production Aedia Studio[404],[405]
- 2024 : Tasty de Nalim Cho (131)[406]

#### Apparitions dans les clips d'autres artistes
- 2009 : Indian Boy (MC Mong feat. Jang-geun, B.I)[407]
- 2009 : Horrow Show (MC Mong feat. Kang Ho-dong, Whale)[408]
- 2014 : Born Hater (Epik High feat. Beenzino, Verbal Jint, B.I, Mino, Bobby), production Digipedi[409]
- 2019 : No One (누구 없소, Lee Hi feat. B.I) de Han Sa-min[52],[410]
- 2021 : Savior (구원자, Lee Hi feat. B.I) de Hong Min-ho (Studio Achilles)[112],[411]
- 2022 : Handsome (Padi feat. B.I, Nucksal, Kid Milli, Gaeko) de Kwonee (ESVP)[412],[413]
- 2023 : Jacuzzi (James Reid, B.I, DJ Flict) de Hiromi Uematsu[414],[415]
- 2023 : INFJ (Big Naughty feat. B.I, Bang Ye-dam) de Mingi Kang (Aarch Film)[416]
- 2024 : Pretty Plzzz (Leo feat. B.I)[417]

### Courts métrages
- 2023 : To Die For, court métrage en neuf épisodes de Nany Kim[418],[192]

## Récompenses et nominations
| Année | Cérémonie               | Catégorie                                          | Résultat   | Réf.    |
| ----- | ----------------------- | -------------------------------------------------- | ---------- | ------- |
| 2018  | 10e Melon Music Awards  | Song Writer Award (prix de l'auteur-compositeur)   | Lauréat    | ,       |
| 2023  | 31e Hanteo Music Awards | Emerging Artist Award (prix de l'artiste émergent) | Nomination | [ 420 ] |
| 2023  | 31e Hanteo Music Awards | Special Award (Hip-hop) (prix spécial (hip-hop))   | Lauréat    | [ 421 ] |